# Jesse Marsh
Jesse Marsh (27 juli 1907 – 28 april 1966) was een Amerikaanse stripauteur en animatiescenarist. Hij verwierf veel bekendheid door zijn werk voor de vroege 'Tarzan'- boeken.  
In het Nederlandstalige gebied verkreeg Marsh ook bekendheid door Robin Hood de mens, een krantenstrip, verschenen in 1952. Hij maakte de tekeningen, Frank Reilly schreef de tekst. 
De samenwerking tussen Marsh en Reilly leverde tal van strips op, waaronder ook over de Ierse setter Roy, ontleend aan de Walt Disney-film Big Red en verschenen in het jeugdblad Pep (1962). 
Tarzan werd in 1965 voortgezet door Russ Manning, omdat Marsh met gezondheidsproblemen kampte. Het jaar daarop overleed hij.